# Gaceta de Bayona

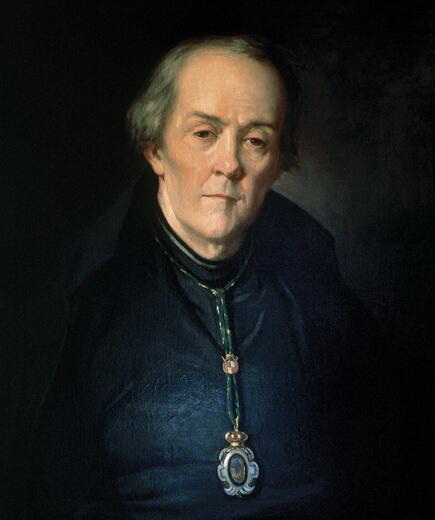
Retrato del afrancesado Alberto Lista, director de la Gaceta de Bayona

La Gaceta de Bayona fue un periódico español que se publicó entre octubre de 1828 y agosto de 1830 durante la década ominosa del reinado de Fernando VII. Fue promovido por el sector absolutista «reformista» del gobierno encabezado por el secretario del Despacho de Hacienda Luis López Ballesteros quien a su frente nombró a destacados afrancesados, con Sebastián Miñano como organizador y con Alberto Lista como director. Se decidió publicarlo en Bayona para que gozara de más libertad al evitar así a la censura española. Tras su cierre el mismo equipo afrancesado sostenido por Ballesteros publicó la Estafeta de San Sebastián (1830-1831).

## Historia
Los absolutistas «reformistas» encabezados por Luis López Ballesteros defendieron la política de «impugnar los falsos y calumniosos artículos que los diarios extranjeros están publicando continuamente contra la España» —y que estaba perjudicando la posibilidad de obtener empréstitos en el exterior para paliar la difícil situación de la Hacienda— y evitar «que la opinión pública se extravíe». Una primera medida que el rey Fernando VII aceptó fue el nombramiento en enero de 1827 del afrancesado Félix José Reinoso como redactor 1.º de la Gaceta de Madrid. El siguiente paso fue la fundación de un periódico en Bayona, para que no estuviera sujeto a la censura española. Así nació la Gaceta de Bayona, promovida y dirigida por el también afrancesado Alberto Lista, con el propósito de «defender nuestro gobierno de los ataques de los periódicos extranjeros» y «dar a la opinión pública una dirección favorable a las miras del gobierno», además de «proclamar los principios monárquicos y antirrevolucionarios, y extirpar en cuanto le sea dado las semillas del liberalismo democrático y republicano».
Tras conseguir la autorización del gobierno francés gracias a las gestiones realizadas en París por Sebastián Miñano, el primer número de la Gaceta de Bayona se publicó el 3 de octubre de 1828, en un formato moderno de 60 x 40 cm en cuatro páginas a doble columna con la periodicidad de dos números por semana. Los «ultras», que calificaron el periódico de «tentativa masónica», protestaron porque se permitía la entrada de la publicación en España sin previa licencia y censura y propusieron que se recogiesen los números conforme fueran llegando, pero Fernando VII había dado su apoyo al proyecto y la Gaceta de Bayona se difundió en España sin ninguna restricción.
Durante los cerca de dos años en que estuvo en la calle, llegó a alcanzar los 6000 suscriptores, cifra notable para la época. El último número, el 196, salió el 16 de agosto de 1830. La suspensión de su publicación fue por orden del gobierno temeroso de que la Revolución de Julio, que acababa de poner fin al absolutismo en Francia, pudiera extenderse a España. Al parecer el detonante fue un artículo de Lista del 6 de agosto en que narraba lo sucedido en París sin «prudencia» ni «circunspección».
Según Juan López Tabar, «su corta existencia no impidió que fuera un referente fundamental en la anodina España fernandina, que recibía a través de su páginas un soplo de aire fresco con sabor a novedad y aperturismo. […] Pese a su carácter propagandístico del régimen fernandino habría que calificar a la Gaceta no tanto como un órgano oficial del mismo, sino como portavoz oficioso del ala moderada preponderante en el ministerio, de ahí que recibiera más ataques del realismo intransigente que desde el exilio liberal».